# Clássico do Rock
Legião x Capital, também chamado de clássico do rock, é um clássico do Distrito Federal, Brasil.

## História
O Legião foi fundado em 2001 e se profissionalizou em 2006. O Capital foi inaugurado um ano antes, em 2005.
O primeiro confronto entre os dois clubes foi em 22 de setembro de 2007, pela quinta rodada da segunda divisão local. Depois os times voltaram a se enfrentar seis vezes, incluindo pelo Campeonato Brasiliense de Futebol de 2014, quando empataram em 1x1. Naquele ano, as duas equipes terminariam rebaixadas, nas últimas duas posições, e só voltariam a se enfrentar no Campeonato Brasiliense de Futebol de 2025, com vitória da Coruja Azul por 1x0, com gol de Matheus Bossa. Esse resultado interferiu diretamente para o rebaixamento do Legião de volta à segunda divisão do futebol do Distrito Federal, três jogos depois.
O nome do clássico se dá pelo fato dos times possuírem o nome de duas das mais importantes bandas de rock do Distrito Federal, o Capital Inicial e Legião Urbana.